# Tiny Thief
『Tiny Thief』（タイニーシーフ）は、スペインのインディーゲームスタジオの5 Antsが開発しRovio StarsよりiOS/Android用ソフトとして2013年7月11日に発売されたポイント・アンド・クリック形式のパズルゲーム。

## 概要
主人公の小さな泥棒が兵士や海賊などのあくどい人物からお宝を盗み取ることで人々を救っていくという物語で、絵本のようなタッチのグラフィックを用いてコミカルに描かれている。舞台となる各ステージには様々なギミックがあり、これらを活用しつつ見張りなどに見つからないようにしながら目的の達成を目指す。
任天堂、5 Ants、Abylightの協業により日本のWii U版の開発が行われ、2015年11月13日に任天堂が配信したWeb番組「Nintendo Direct」の中での紹介後に同日発売された。日本以外のWii U向けには発売されていない。

## システム
大きく分けて6つのエピソードがあり、それぞれに5つのステージが含まれている。各ステージの開始前には、取得を目指す3種類のもの（メインのお宝、主人公の相棒のイタチ、隠されたお宝（主に複数））が表示される。このうちメインのお宝を取得すると出口のアイコンが現れ主人公がここに到達すればステージクリアとなる。取得の達成状況はステージ選択画面に表示される。
主人公の移動は目的の場所の地面をタップすることで行う。また、主人公のところにオレンジ色のふきだしアイコンが表示されている時にこれをタップすると、付近にある道具を使用したり仕掛けを作動させたりする。

## 評価
- 第41回アニー賞（英語版） 「Animated Video Game」ノミネート[6]
- 第10回International Mobile Gaming Awards（英語版） 「People's Choice Awards」受賞[7]